# Капельница Кельвина

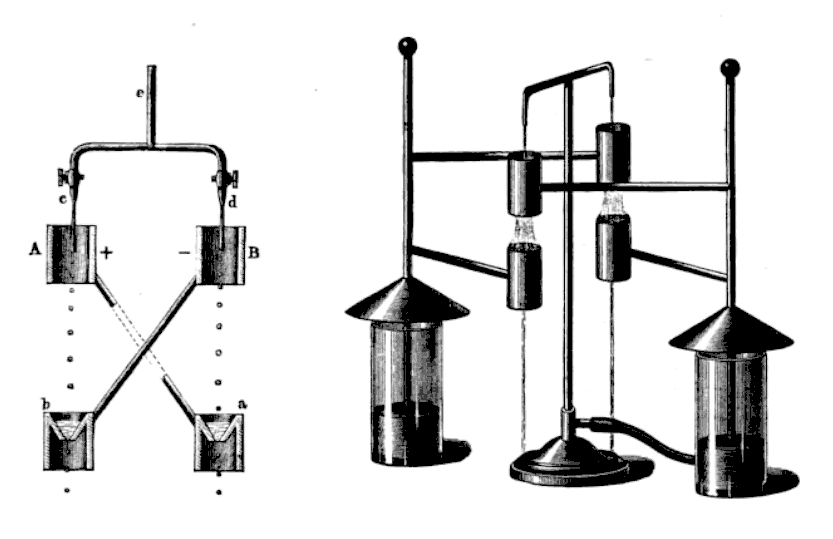
Схема Капельницы Кельвина и вариант конструкции с накопительными лейденскими банками

Ка́пельница Ке́львина — электростатический генератор, изобретённый Уильямом Томсоном (лордом Кельвином) в 1867 году. Простая конструкция позволяет, тем не менее, получить напряжения порядка 10 кВ. Устройство представляет собой пару металлических банок, каждая из которых связана с металлическим кольцом-индуктором, подвешенным над другой банкой. Через индукторы из верхнего сосуда в банки льются струйки воды, которые разделяются на капли рядом с индукторами.

## Принцип действия
Изначально вся установка электрически нейтральна и симметрична, поэтому заранее не известно, на какой из банок будет накапливаться заряд определённого знака. Из-за случайных внешних воздействий между левой и правой частью установки всегда может образоваться небольшая разность потенциалов, благодаря этому установка не требует никакой стартовой зарядки банок. В силу электростатической индукции металлические кольца наводят в резервуаре с водой в том месте, под которым они расположены, противоположные заряды. В результате количество электронов на противоположных краях резервуара становится разным. Упав, капли попадают в банку, соответствующую своему заряду, тем самым увеличивая её заряд, что создаёт ещё большее электрическое поле около колец, усиливая сепарацию статического заряда; таким образом капельница Кельвина накапливает статическое электричество.
Для наилучшей работы устройства металлические кольца должны находиться на небольшом расстоянии друг от друга, образуя конденсатор. Это позволяет сосредоточить большую часть зарядов внутри металлических колец.